# Inferno (L.Niven en J.Pournelle)
Inferno is een roman uit 1976 van de sciencefictionschrijvers Larry Niven en Jerry Pournelle. Het beschrijft een tocht door een op het eerste deel van De Goddelijke Komedie gebaseerde Hel.

## Het verhaal
Allen Carpentier (geboren Carpenter) is een sciencefiction-schrijver die net niet bij de echte succesvolle schrijvers hoort. Hij overlijdt bij een vrij stupide ongeluk doordat hij uit het raam hangt om indruk op zijn fans te maken (die niet eens naar hem omkijken aangezien Asimov de zaal in was gelopen).
Hij ontwaakt in een fles, waaruit hij wordt bevrijd, nadat hij God om genade had gesmeekt. Hij blijkt zich aan de buitenkant van de Hel te bevinden en zijn bevrijder is een forsgebouwde man genaamd Benito. Benito, ook Benny genoemd, biedt aan hem naar de uitweg te leiden via het centrum, en leidt hem door de Hel zoals Vergilius dat deed in het verhaal van Dante.
Allen rationaliseert de situatie, denkend dat hij duizenden jaren in de toekomst is beland en dat buitenaardse wezens deze Hel hadden opgebouwd als een soort futuristisch pretpark, Infernoland. Pas wanneer hij ziet dat zelfs de meest complexe verwondingen, ook bij hemzelf, zeer snel helen (immers, iedereen is al dood), beseft hij dat hij in de echte Hel is.
In de Hel ontmoet hij kennissen en ook vele historische figuren. Ze worden zeer streng en in Allens ogen buitenproportioneel gestraft. Iemand die reclamewerker was geweest moet een eeuwigheid in de poep staan en heeft in plaats van een mond een tweede anus, als straf voor het "verkondigen van valse beloftes". Een ander moet eeuwig achter een banier aanrennen omdat hij in het echte leven een windhaan was die geen eigen standpunt in durfde te nemen. Een astronaut zit in een wervelstorm van zondaars als straf voor zijn wellust (astronauten zijn populair bij vrouwen en hij had dan ook veel vriendinnetjes). Sodomieten, waaronder homoseksuelen en iedereen die er ook maar de minste of geringste "afwijkende voorkeur" op nahield, worden gepijnigd in een gloeiende woestijn met vuurregens. Allen treft Billy the Kid aan in een meer van kokend bloed. Ook ontmoet hij onder andere koning Minos, die bepaalt waar elke zondaar zijn of haar straf zal moeten uitzitten.
Allen raakt ontstemd door de hardheid van de straffen, en bemerkt ook bij elke zonde dat hij zich daar zelf ook in meerdere of mindere mate aan schuldig heeft gemaakt. Na met verschillende mensen gepraat te hebben, merkt hij dat deze niet dit inzicht hebben, en dat ze waarschijnlijk daarom in de Hel moeten blijven. Dit is een uitwerking van het universalisme: iedereen kan verlossing vinden. De meeste bewoners van de Hel vinden deze echter niet omdat ze óf vinden dat ze hun straf verdienen, óf hun zonde ontkennen.
Allen dringt met zijn groep dieper in de Hel door. In de binnenste cirkels ontmoet hij de "zwaardere" gevallen: slechte raadgevers, verraders, moordenaars en dieven. Hier ontdekt hij dat Benito in werkelijkheid Benito Mussolini is. Ontstemd duwt hij Benito in de kloof der slechte raadgevers, maar krijgt later spijt en redt hem weer.
Uiteindelijk komen Benito en Allen bij de Bevroren Zee der Verraders, en bereiken via Lucifer de uitgang. Daar biedt Allen aan in de Hel te blijven, zodat Benito eindelijk door mag lopen naar de Louteringsberg. Allen zal Benito's plaats innemen als de gids voor andere zielen.